# Притвіраджсінг Ропун
Притвіраджсінг Ропун (24 травня 1959 , Кварте Борнесd, Район Плен-Вілем ) — президент Маврикію з 2 грудня 2019 року по 6 грудня 2024 року.
Член партії Бойовий соціалістичний рух з 1983 року (вийшов з неї після обрання на посаду голови держави), депутат Національної асамблеї Маврикію в 2010—2019 роках. В 2014—2017 роках обіймав посаду міністра суспільної інтеграції та посилення економічних можливостей, в 2017—2019 роках — міністра мистецтв і культури.